# Halicephalobus mephisto
Halicephalobus mephisto (Teufelswurm) ist ein Fadenwurm (Nematoda), der in einem Bergwerk in Südafrika in einer Tiefe von 0,5 bis 3,6 km unter der Erdoberfläche in Wasser von hoher Temperatur lebt, sich asexuell vermehrt und sich von Bakterien ernährt.
Typlokalität ist ein Schacht der Beatrix-Goldmine bei Welkom. Die Typusexemplare wurden aus Grubenwasser gefiltert, das unter hohem Druck stand und hypoxisch war. Außerdem wurde die Art in drei weiteren Bergwerken (TauTona-Mine) in Tiefen von 0,5 bis 3,6 km gefunden. Nach Radiokohlenstoffdatierung hat das Wasser ein Alter von 2900 bis 12.100 Jahren. Von den bisher bekannten Lebewesen ist der Wurm das am tiefsten in der Erdkruste lebende vielzellige Tier.
Er wurde nach Mephistopheles aus Goethes Faust benannt.

## Merkmale
Die Typusexemplare von Halicephalobus mephisto waren nach der Fixierung 0,52 bis 0,56 mm lang. Ihre Morphologie ist minimalistisch. Der Schwanz ist relativ lang (110 bis 130 µm), das Ende fadenförmig. Die Fortpflanzungsorgane liegen an der rechten Seite des Darms.

## Lebensweise
Das Wasser, in dem Halicephalobus mephisto gefunden wurde, hatte eine Temperatur von 43 bis 48 °C und enthielt verschiedene aerobe und anaerobe Bakterien. Drei noch lebende Exemplare von Halicephalobus mephisto fraßen Bakterien, wobei sie nicht Escherichia coli bevorzugten wie bei Nematoden im Labor üblich, sondern sich vor allem an die unterirdisch lebenden Bakterien hielten (beispielsweise Desulforudis audaxviator). Die gefundenen Exemplare von H. mephisto vermehrten sich parthenogenetisch.

## Quelle
- G. Borgonie, A. García-Moyano, D. Litthauer, W. Bert, A. Bester, E. van Heerden, C. Möller, M. Erasmus, T. C. Onstott: Nematoda from the terrestrial deep subsurface of South Africa. In: Nature. Band 474, Nr. 7349, 2011, S. 79–82, doi:10.1038/nature09974.